# Rhadinaea gaigeae
Rhadinaea gaigeae este o specie de șerpi din genul Rhadinaea, familia Colubridae, descrisă de Bailey 1937. Conform Catalogue of Life specia Rhadinaea gaigeae nu are subspecii cunoscute.